# Epigomphus obtusus
Epigomphus obtusus – gatunek ważki z rodziny gadziogłówkowatych (Gomphidae). Występuje na terenie Ameryki Południowej.